# NGC 4821
إن جي سي 4821 (بالألمانية: NGC 4821) التي يرمز لها بالرمز NGC 4821، هي مجرة، في كوكبة الهلبة.

## الاكتشاف
اكتشفت في 6 أبريل 1864، بواسطة Heinrich Louis d'Arrest.

## روابط خارجية
- NGC 4821 على موقع ويكي سكاي: DSS2, SDSS, GALEX, IRAS, Hydrogen α, X-Ray, Astrophoto, Sky Map, Articles and images